# 永遠記得我們現在的樣子
〈永遠記得我們現在的樣子〉是2018年電影《一個巨星的誕生》同名原聲帶所收錄的歌曲。歌曲由主流明星女神卡卡獻唱。她同時也與娜塔莉·亨比、希拉里·林赛、以及罗莉·麦坎纳一同作曲，並也參與了製作人戴夫·科布的製作過程中。該曲獲得了普遍好評。

## 製作
〈永遠記得我們現在的樣子〉是以鋼琴樂為主要配樂的鄉村抒情樂， 作曲人為女神卡卡、娜塔莉·亨比、希拉里·林赛、以及罗莉·麦坎纳，製作人則同樣有女神卡卡，以及戴夫·科布。

## 反響
《紐約時報》的喬·帕瑞雷斯描述這首歌「從寂靜到雄壯」、以及艾爾頓·強式的「Showstopper」。《滾石雜誌》的布莉塔尼·斯班諾以及《华盛顿邮报》的艾美利‧耶爾稱讚這首歌具「爆炸性」且「無法忘懷」。 今日美國的麥文·麥昆德梅特表示〈永遠記得我們現在的樣子〉是整張原聲帶中「最有趣的曲目」。 同日報中的專欄作者派崔克‧萊恩稱讚這首歌「與2009年的〈無言以對〉以及2013年的〈麻醉自己〉同等級，成為了卡卡目前最棒的抒情曲之一。」《誠懇家日報》的裘依‧莫隆納在蘋論中寫道「她出色的聲樂能力及掌控能力...在這場發自內心的慢調即興演奏中清晰可見。」

## 榜單排行
| 榜單（2018-19年）                        | 最高 排行 |
| ---------------------------------------- | --------- |
| 澳大利亚（澳大利亚唱片业协会單曲榜）     | 12        |
| 奥地利（Ö3四十强单曲榜）                 | 25        |
| 比利时佛兰德（Ultratop五十强单曲榜）     | 10        |
| 比利时瓦隆（Ultratop五十强单曲榜）       | 5         |
| 加拿大（Canadian Hot 100）               | 26        |
| 捷克（電台百強單曲榜）                   | 20        |
| 捷克（百強數位單曲榜）                   | 17        |
| 丹麥（Tracklisten）                      | 13        |
| 愛沙尼亞（Eesti Tipp-40）                | 19        |
| 歐洲（《告示牌》數位歌曲榜）             | 5         |
| 法國（法國唱片出版業公會單曲榜）         | 18        |
| 德国（德國官方單曲榜）                   | 84        |
| 希臘（國際唱片業協會希臘分會國際單曲榜） | 21        |
| 匈牙利（四十强电台榜）                   | 25        |
| 匈牙利（四十強單曲榜）                   | 2         |
| 匈牙利（四十強串流榜）                   | 18        |
| 冰島（Tonlist）                          | 1         |
| 愛爾蘭（愛爾蘭唱片音樂協會单曲榜）       | 3         |
| 意大利（意大利音乐产业联盟）             | 41        |
| 盧森堡（《告示牌》數位歌曲榜）           | 2         |
| 馬來西亞（馬來西亞唱片業協會）           | 16        |
| 荷兰（荷蘭四十強單曲榜）                 | 16        |
| 荷兰（百强单曲榜）                       | 30        |
| 新西兰（新西兰唱片音乐协会单曲榜）       | 14        |
| 挪威（VG-lista）                         | 7         |
| 葡萄牙（葡萄牙唱片業協會单曲榜）         | 10        |
| 蘇格蘭（官方榜单公司單曲榜）             | 4         |
| 新加坡（新加坡唱片業協會）               | 29        |
| 斯洛伐克（電台百強單曲榜）               | 8         |
| 斯洛伐克（百強數位單曲榜）               | 4         |
| 韓國（Gaon國際下載榜）                   | 52        |
| 西班牙（西班牙音樂製作協會）             | 91        |
| 瑞典（瑞典最熱榜）                       | 10        |
| 瑞士（瑞士热门音乐榜）                   | 7         |
| 瑞士（Media Control法語區榜）            | 1         |
| 英國（官方榜单公司單曲榜）               | 25        |
| 美国（《告示牌》百大單曲榜）             | 41        |